# Сойер, Роберт
Роберт Джеймс Сойер (англ. Robert James Sawyer) — канадский писатель-фантаст, ведущий, педагог.

## Биография
Роберт Сойер родился 29 апреля 1960 года в Оттаве (Онтарио). Окончил университет Райерсона в Торонто. Писательской деятельностью занимается с 1983 года. Его роман «Смертельный эксперимент», получил в 1995 году премию «Небьюла», а роман «Гоминиды» премию «Хьюго» в 2003. Творчество Сойера также отмечено пятью премиями «Аврора» (канадская НФ-премия), японскими, французскими и испанскими НФ-премиями, премией Канадского общества авторов детективных романов и другие. В 2006 году Сойер получил премию им. Джона Кэмпбелла за НФ-роман «Mindscan» 2005 года.
В настоящее время преподаёт основы литературного мастерства в нескольких университетах и выступает с научными комментариями на телевидении.
В начале 2009 года, Сойер снялся в роли ведущего документальной телепередачи «Исследователь сверхъестественного» (Supernatural Investigator), для одного из канадских телеканалов.

### Романы
- 1990 год — Золотое руно (Golden Fleece);
- Трилогия Quintaglio Ascension Trilogy:
  - 1992 год — Far-Seer;
  - 1993 год — Fossil Hunter;
  - 1994 год — Foreigner;
- 1994 год — Конец эры (End of an Era);
- 1995 год — Смертельный эксперимент (Обрести бессмертие) (The Terminal Experiment), номинант премии «Хьюго» в 1996 году;
- 1996 год — Старплекс (Starplex), номинант премии «Хьюго» в 1997 году;
- 1997 год — Frameshift номинант премии «Хьюго» в 1998 году;
- 1997 год — Пришелец и закон (Illegal Alien);
- 1998 год — Факторизация человечности (Factoring Humanity), номинант премии «Хьюго» в 1999 году;
- 1999 год — Вспомни, что будет (Flashforward), роман стал основой для сериала «Вспомни, что будет» («Мгновения грядущего») c Джозефом Файнсом в главной роли; первый сезон был продемонстрирован на канале ABC осенью 2009 года, с отставанием на одну неделю транслировался российским Первым каналом;
- 2001 год — Вычисление Бога (Calculating God), номинант премии «Хьюго» в 2001 году;
- трилогия Neanderthal Parallax:
  - 2002 год — Гоминиды (Hominids), лауреат премии «Хьюго» в 2003 году;
  - 2003 год — Люди (Humans), номинант премии «Хьюго» в 2004 году;
  - 2003 год — Гибриды (Hybrids);
- 2005 год — Мнемоскан (Mindscan), лауреат премии им. Д. Кэмпбелла в 2006 году;
- 2008 год — Жить дальше (Rollback)[4], номинант премии «Хьюго» в 2008 году;
- 2009 год — Wake;
- 2010 год — Watch;
- 2011 год — Wonder;
- 2012 год — Триггеры (Triggers);
- 2013 год — Red Planet Blues;
- 2016 год — Квантовая ночь (Quantum Night);

## Награды
- 1995 год — Премия «Небьюла» в номинации Роман (Novel) за Смертельный эксперимент (The Terminal Experiment), 1995 года.
- 2003 год — Премия «Хьюго» в номинации Роман (Novel) за Гоминиды (Hominids) 2002 года.
- 2006 год — Мемориальная премия им. Джона Кэмпбелла за лучший НФ-роман Mindscan (2005 год).
- Премия «Аврора» (Aurora Awards[англ.]) Роберту Сойеру вручалась (в номинации Best Long Work in English):
  - 1991 год: за Золотое руно;
  - 1995 год: за Смертельный эксперимент;
  - 1996 год: за Старплекс;
  - 1999 год: за Flashforward;
  - 2005 год: за Relativity;
  - 2007 год: за Biding Time.
- 2014 год — Мемориальная премия Эдварда Э. Смита (общие заслуги)

## Русские переводы
На русском языке вышло несколько романа Роберта Сойера: «Смертельный эксперимент» в 2000 году (переиздан в 2010 году под названием «Обрести бессмертие»), «Вспомни, что будет» в 2010 году, «Неандертальский параллакс» в 2014 году и «Квантовая ночь» в 2019 году. Ещё ряд романов существуют в любительских переводах, свободно распространяемых в Интернете.